# Arantxa Mejías Cano
Arantxa Mejías Cano (Madrid, 21 de febrer de 1989) és una activista espanyola defensora del dret a l'habitatge a Espanya que lidera des de 2014 l'Associació d'Afectats i Afectades per la venda d'habitatges públics de la EMVS (AAVVE). Va ser inclosa en la campanya Valenta d'Amnistia Internacional, engegada al maig de 2017 i que el seu objectiu era augmentar el reconeixement i la protecció de les persones que defensen els drets humans al món.

## Trajectòria
En 2013, Mejías, al costat del seu pare, mare i germana, portaven des de 2006 vivint a un pis de lloguer amb dret a compra a Carabanchel, quan el govern del Partit Popular presidit per Ana Botella va vendre 1.860 habitatges de l'Empresa Municipal de l'Habitatge i Sòl (EMVS) a la companyia immobiliària Magic Real Estigues-Blackstone, entre les quals es trobava la seva. Conjuntament amb la seva família, va ser privada del dret de renovar el seu contracte d'arrendament, tot i que aquest dret està reconegut a les bases de la EMVS.
Aquest mateix any, Mejías va entendre la situació de vulnerabilitat en la qual estaven ella, la seva família i llur comunitat de veïnes i veïns i va decidir actuar. Al principi, ho feia enganxant  pòstits a les portes, als quals els animava a reunir-se per parlar del que suposava l'acció mercantil que s'havia produït i que afectava als seus habitatges. Com el porter de la finca, contractat per Fidere, el fons voltor que gestionava els fons d'inversió de la multinacional Blackstone, els retirava, va començar a enganxar-los també als cotxes. D'aquesta forma, a l'alba de 2014, s'organitzen les primeres assemblees del que pocs mesos més tard seria la AAVVE. Fidere mai va escoltar ni atendre les seves propostes de negociació i diverses veïnes i veïns van ser desnonades per impagament.
L'agost de 2016, Mejías i la seva família van rebre l'avís per part de Fidere pel qual, en virtut de la Llei d'Arrendaments Urbans, havien d'abandonar la seva casa de Carabanchel. En aquest avís, se'ls donava un termini d'un mes per abandonar l'habitatge. Després de la Comissió de Recerca que va promoure l'Ajuntament de Madrid governat en 2016 per Ara Madrid, al costat de la repercussió mediàtica que visibilitzava a les responsabilitats polítiques i a les persones afectades, i a l'exposició pública de la AAVVE, Mejías va patir assetjament per part del fons voltor.
Mesos després, el mes d'octubre de l'any 2017, el govern d'Ara Madrid va aconseguir que Fidere li oferís un nou contracte d'arrendament i Mejías i la seva família no van ser desnonades. No obstant això, el febrer de 2018, l'operació de compra per part de Blackstone encara estava pendent de la decisió dels tribunals en algunes qüestions, com el fet que les persones inquilines tinguessin opció a compra (alternativa que @sí_ja preveien els contractes de lloguer antics).

## Reconeixements
El mes de maig de 2018, Amnistia Internacional va engegar la campanya Valiente:Editar, llur objectiu era augmentar la presència de les defensores de drets humans en Wikipedia. D'aquesta forma, es va incloure a Mejías al costat d'altres activistes com Alba Teresa Figuera, defensora colombiana dels drets humans i de la dona; Alba Villanueva, activista espanyola pel dret a la llibertat d'expressió; Alejandra Jacinto, advocada espanyola pel dret a l'habitatge; Asha Ismail, activista kenyana contra la mutilació genital femenina; La Col·lectiva, associació de dones colombianes i espanyoles refugiades, exiliades i migradas; i Leonora Castany, camperola colombiana i defensora dels drets de la dona.